# 阿弥陀寺 (名古屋市中区)
阿弥陀寺（あみだじ）は愛知県名古屋市中区にある浄土宗の寺院。山号は正覚山、本尊は阿弥陀如来座像。正式には正覚山 往生院 阿弥陀寺と称する。

## 歴史
元々は尾張国海東郡蟹江庄にあったとされるが、開基などは不明といい、その後清須に移る。天文23年（1554年）、織田信友が主君・斯波義統を暗殺したことで、義統の子である斯波義銀らは織田信長の元に逃亡。安食の戦いを経て清須織田家は滅亡するに至った。その後、清須城は義銀に与えられ、阿弥陀寺の境内に義統を弔うために一宇が建立されたことで義統家の菩提寺になったという。
慶長16年（1611年）、寺は清須から名古屋の現在地に移され、新たに張南角公を開山とした。現在ではこれをもって創建としている。
江戸時代には上人地として信仰を集めたが、元文3年（1738年）12月3日、火災により全山を焼失した。現在の本尊は、再興された際に伊藤次郎左衛門によって寄進されたもので、作者は不明とされているが「尾張名所図会」においては春日という仏師の手によるものとされる。

### 近代
1968年（昭和43年）12月1日、落語協会、日本芸術協会、上方落語協会と話芸愛好者らによって「咄塚」（はなしづか）が建立された。これは江戸時代にこの寺の周辺で落語・講談などの興業が数多く行われ、それを記録した小寺玉晁の「見世物雑誌」に基づくものという。毎年12月には奉納東西落語会などが催されている。